# Francesco Rapolla

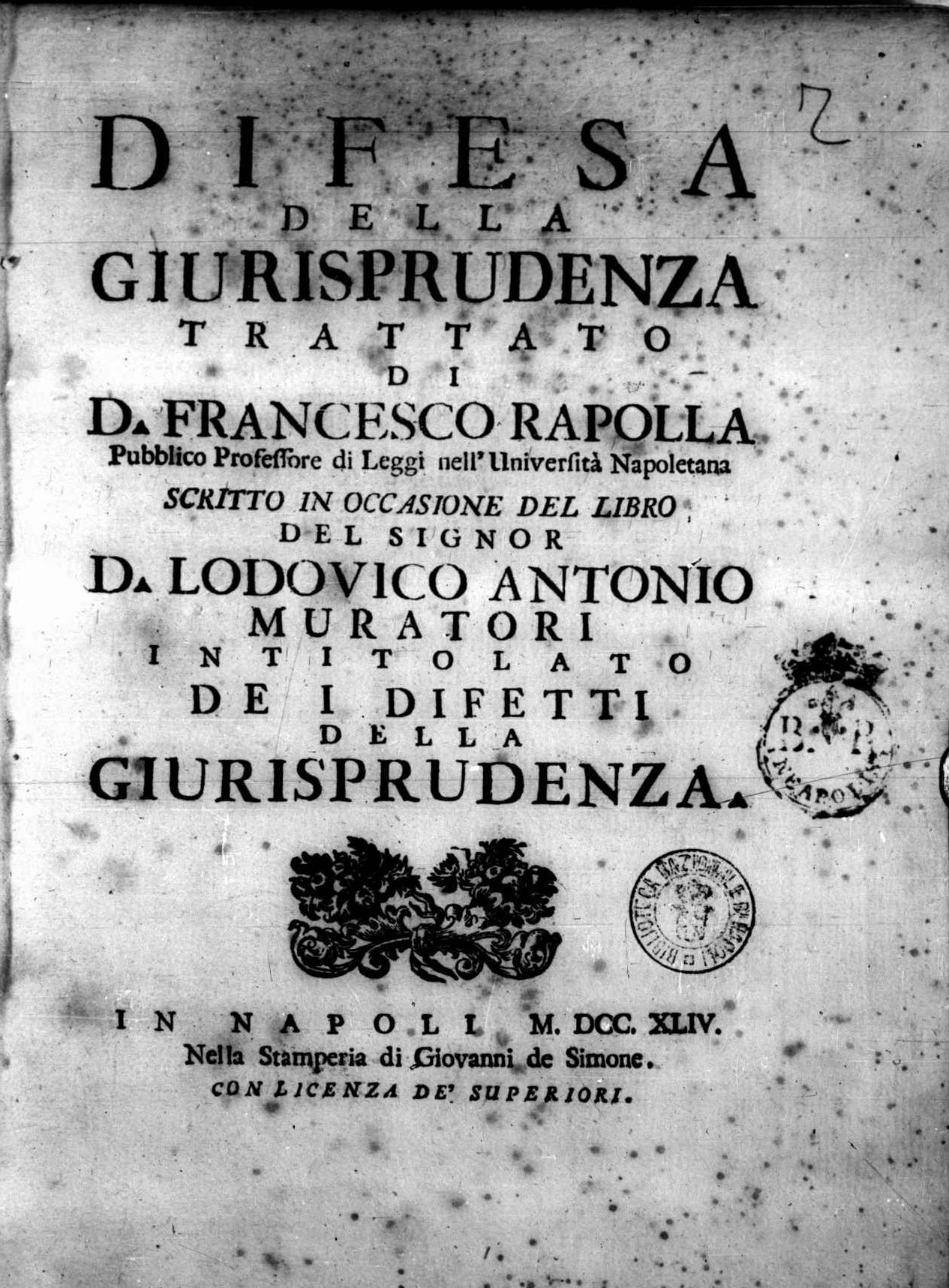
Difesa della giurisprudenza, 1744

Francesco Rapolla U.I.D. (Atripalda, 3 giugno 1701 – Napoli, 20 maggio 1762) è stato un giurista e politico italiano del Regno di Napoli.

## Biografia
Francesco, figlio di Angelo Rapolla e cugino di Giustino Rapolla, come quest'ultimo, da professore di giurisprudenza dell'Università di Napoli, ebbe numerosi incarichi governativi dal re Carlo III di Spagna.

## Incarichi nel Regno di Napoli
- Professore di Diritto Ecclesiastico nell'Archiginnasio Regio nel 1721
- Professore di Diritto Romano alla Regia Università nel 1726
- Giudice Governatore Regio di Pozzuoli, Taranto ed Ariano dal 1735 al 1741
- Professore di Diritto Penale presso Regia Università nel 1741
- Regio Magistrato e Pretore della Gran Corte della Vicaria nel 1748
- Regio Consigliere della Camera di S. Chiara nel 1759
- Presidente della Regia Camera della Sommaria nel 1761

## Opere
- De jureconsulto, in 2 tomi, Napoli, 1726.
- Difesa della giurisprudenza, Napoli, Giovanni Di Simone, 1744.
- De jure Regni (Diritto dello Stato), in 5 libri (Diritto Pubblico, Privato, Penale e Feudale)
  - (LA) Commentarii de iure Regni neapolitani, vol. 1, Napoli, Raimondi, 1770.
  - (LA) Commentarii de iure Regni neapolitani, vol. 2, Napoli, Raimondi, 1770.
  - (LA) Commentarii de iure Regni neapolitani, II parte, Napoli, Raimondi, 1771.
- (LA) Iuris criminalis libri, Napoli, Raimondi, 1771.